# 소돔

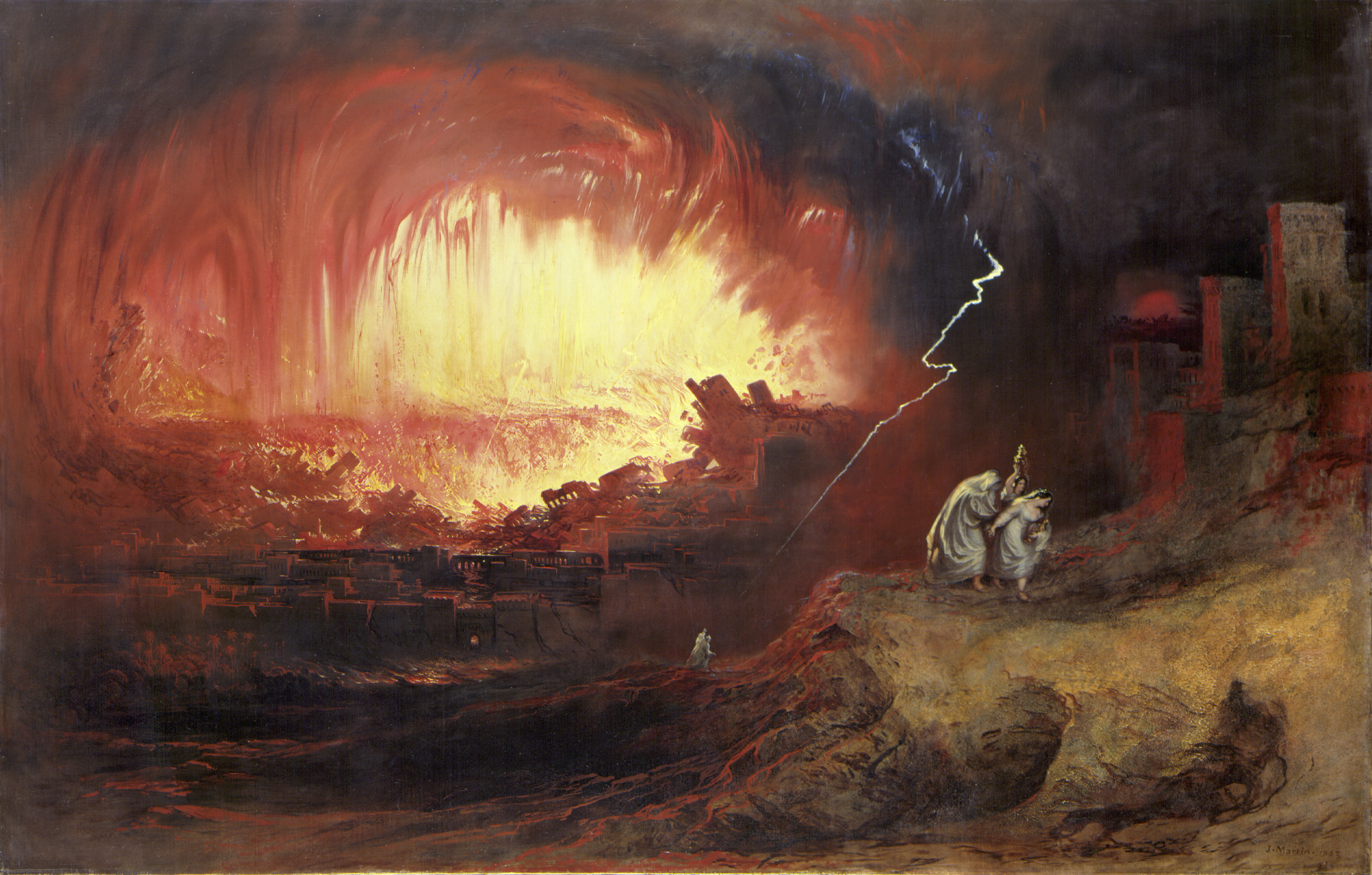
멸망하는 소돔의 모습. 존 마틴이 1852년 그림.

소돔(영어: Sodom)은 구약성서중 창세기에 나오는 지명이다. 성경에 따르면 소돔과 그 이웃 성(城)인 고모라는 성폭력 및 도덕적 퇴폐가 만연하였다고 전해 내려온다. 하지만 야훼는 아브라함의 기도를 듣고는 소돔성에 의인이 10명만 있어도 멸망시키지 않겠다고 약속한다. 그러나 의인이 10명이 되지 못해, 아브라함의 조카인 롯이 소돔을 탈출 하자마자 하늘에서 유황불이 내려 멸망하였다고 전해진다.

## 후보지
소돔은 요르단의 국토 중에서 사해 남부의 고대 도시 밥 에드드라이다. 고모라는 누메이라로 추정되어 왔다. 하지만 두 도시가 각각 서로 다른 시기인 EB IVA(기원전 2350-2067년 또는 기원전 2350년)와 EB III(기원전 2600년)에 파괴되었으며, 아브라함이 활동했을 시기인 기원전 21세기나 기원전 18세기보다 훨씬 이전이라는 점에서 반대하는 의견이 있다. 물론, 밥 에드드라와 누메이라의 파괴 시기를 기원전 20세기와 21세기로 보는 학자 역시 존재한다.
밥 에드-드라와 누메이라와 같은 사해 남부 모압 평원의 고대 도시 대신에 기원전 18-17세기에 소행성 충돌로 멸망한 사해 최북부의 탈 엘함맘의 고대 도시로 보는 견해가 있으며, 성서의 기록을 근거로 소돔과 고모라가 사해 남부가 아니라 북부에 위치했을 것으로 해석하여 탈 엘함맘이 소돔이었음을 주장하는 이들도 있다. 하지만, 주류 역사 학계는 이러한 주장을 완전히 반대한다. 소행성 충돌에 대해 연구해온 물리학자 마크 보슬로우(Mark Boslough)는 텔 엘함맘이 소행성으로 인해 파괴되었다는 가설에 대해 지속적으로 비판해오고 있다. 그는 이러한 주장이 성서무오설을 지지하기 위해 만들어낸 것이며, 소행성의 공중폭발로 인해 파괴되었다고 판단할만한 적절한 기준이 충족되지 않는다고 말한다. 〈사피엔스 인류학 매거진(Sapiens Anthropology Magazine)〉에 실린 논평에서는 탈 엘함맘이 소행성 충돌로 파괴되었다는 주장에 대해서 "사이비 과학적"이라고 까지 하였으며, 과학적 무결성을 약화시킬 수 있다고 제안하였고, 언론의 대대적인 선전에 대해서 도굴꾼들에 의해 유적지가 파괴될 수 있다고 경고했다. 또한 그 장소가 소돔이나 고모라를 대표한다고 믿는 고고학자들이 거의 없다고 하였다.
대부분의 학자들은 소돔과 고모라의 파괴 시기와 아브라함의 활동 시기를 떠나서 소돔과 고모라가 실존했다면, 사해 북부가 아니라 남부의 모압 평원에 위치했을 것이라고 보며, 아직 발견되지 않았거나, 밥 에드-드라와 누메이라가 소돔과 고모라와 동일한 도시였을 것으로 추정한다. 사해 남부의 고대 도시들 중 밥 에드-드라와 누메이라를 제외하고 거론되는 후보들 중 하나인 페이파(Feifa)는 청동기 시대가 아니라 철기 시대 유적임이 밝혀졌기에 사실상 현재 남은 후보는 밥 에드-드라와 누메이라가 유일하다. 밥 에드-드라와 누메이라를 포함한 사해 남부 고대 도시에 일생을 바친 학계 최고 권위자 중 한 명인 케르셀(Kersel)은 사피엔스 인류학 매거진에서 소돔과 고모라 전승이 기원전 9세기 유다 왕국의 사람들이 모압 평원의 폐허가 된 밥 에드-드라와 누메이라 도시들과 유골들, 그리고 유황 등을 설명하기 위해 만들어진 신화였을 가능성이 높다고 제안하였다.
참고로, 밥 에드-드라 지역에서는 황과 천연 가스를 포함하는 역청 및 석유 광상이 발견되었는데, 한 이론은 소돔과 고모라 전승의 기원에 대해서 천연 가스 주머니가 도시의 화재를 초래했다고 제안한다. 그러나 현장에서 일했던 고고학자들은 그 정도의 대규모의 화재의 증거를 발견하지 못했고, 도시의 거주민들이 갑작스럽게 도시를 버린 것을 설명할 수 있는 어떤 종류의 재앙도 발견하지 못했다.

## 같이 보기
- 창세기
- 고모라